# Добошинский, Иосиф Юстинович
Добошинский Иосиф Юстинович (Юстинианович) (пол. Józef Doboszyński; 1841—?) — русский военный деятель и педагог, генерал-лейтенант, первый директор Ярославского кадетского корпуса (1895—1900).

## Биография
Родился 15 июля 1841 года в Царстве Польском, принадлежал к дворянскому роду, внесённому в в Гербовник дворянских родов Царства Польского. Брат Рафаила Юстиновича Добошинского.
Образование получил в Константиновском военном училище, затем окончил Михайловскую артиллерийскую академию. В службу вступил в 1959 году, затем повышался в звании: подпоручик (1862), поручик гвардии и переименован в штабс-капитаны (1866), капитан (1867), подполковник (1871), полковник (1883). Генерал-майор с 30 августа 1893 года, генерал-лейтенант Русской императорской армии с 27 января 1900 года.
Добошинский являлся членом Вольской городской думы (Саратовская губерния) с 1891 года. Работал директором Вольской военной школы в 1883—1891 годах; директором Ярославской военной школы в 1891—1895 годах и директором Ярославского кадетского корпуса с 15 сентября 1895 года по 27 января 1900 года.
Был награждён орденами Святой Анны 3-й и 2-й степеней, Святого Станислава 2-й степени, Святого Владимира 4-й и 3-й степеней.
И. Ю. Добошинский был женат и имел четверых детей. Его дочь — Ольга Иосифовна Добошинская, была замужем за Василием Владимировичем Немирович-Данченко.
Дата и место смерти Добошинского неизвестны.